# 瑞司美替罗
瑞司美替罗（Resmetirom）是一种用于治疗非酒精性脂肪性肝炎(NASH) 的实验性药物。它是甲状腺激素受体-β的选择性激动剂，可增加肝脏脂肪代谢并降低身体中过量脂肪的毒性。 
截至2023年，处于III期临床试验阶段。  